# Grupo experimental
Un grupo experimental científico permite el estudio experimental de una variable por vez, y es parte vital del método científico. En un experimento controlado, se realizan dos experimentos idénticos. En uno de ellos — grupo experimental — el tratamiento o factor testado es aplicado. En otro — grupo de control — el factor testado no es aplicado
En la investigación de enfoque experimental el investigador manipula una o más variables de estudio, para controlar el aumento o disminución de esas variables y su efecto en las conductas observadas. Dicho de otra forma, un experimento consiste en hacer un cambio en el valor de una variable (variable independiente) y observar su efecto en otra variable (variable dependiente).
Esto se lleva a cabo en condiciones rigurosamente controladas, con el fin de describir de qué modo o por qué causa se produce una situación o
acontecimiento particular. Los métodos experimentales son los adecuados para poner a prueba hipótesis
de relaciones causales.